# 莱昂纳多·科埃略·桑托斯
莱昂纳多·科埃略·桑托斯（葡萄牙語：Leonardo Coelho Santos，1995年4月10日—），巴西男子游泳运动员，2018年世界短池游泳锦标赛男子4×200米自由泳金牌得主、2021年世界短池游泳锦标赛男子4×200米自由泳接力铜牌得主。